# Vittorio Bonicelli
Vittorio Bonicelli (San Valentino in Abruzzo Citeriore, 28 d'abril de 1919 – Roma, 26 de juliol de 1994) va ser un guionista i crític de cinema italià.

## Biografia
Va néixer als Abruços, però va passar la infantesa i la joventut amb els seus pares a Cesena. Després de llicenciar-se en Dret, es va traslladar a Milà on va començar a treballar com a crític de teatre i cinema primer a Avanti!, i el 1950 al quotidià Il Tempo on va romandre fins al 1960.
Es va traslladar a Roma, cridat per Dino De Laurentiis per col·laborar com a guionista a un gran èxit que va produir. El 1972, al costat d'Ugo Pirro, obté una nominació a l'Oscar al millor guió adaptat per El jardí dels Finzi Contini de Vittorio De Sica, mentre que el 1987 va obtenir una candidatura al Nastri d'argento per L'inchiesta de Damiano Damiani.
Com a guionista, el seu nom és associat a moltes obres escrites per a televisió amb Franco Rossi, Roberto Rossellini, Salvatore Nocita i Vittorio De Sisti. En dues ocasions també exerceix el paper de productor executiu. El seu darrer treball, A rischio d'amore dirigit per Vittorio Nevano, es presentarà a la televisió dos anys després de la seva mort a Roma el 1994 als 75 anys.
El 1957 fou membre del jurat de la 18a Mostra Internacional de Cinema de Venècia.

## Filmografia

### Guionista de cinema
- Il paradiso dell'uomo, dirigida per Giuliano Tomei (1963)
- La Bibbia, dirigida per John Huston (1966)
- Barbarella, dirigida per Roger Vadim (1968)
- Giovinezza giovinezza, dirigida per Franco Rossi (1969)
- Waterloo, dirigida per Sergej Bondarchuk (1970)
- El jardí dels Finzi Contini, dirigida per Vittorio De Sica (1970)
- Come una rosa al naso, dirigida per Franco Rossi (1976)
- L'inchiesta, dirigida per Damiano Damiani (1986)
- Una vita scellerata, dirigida per Giacomo Battiato (1990)

### Guionista de televisió
- L'Odissea, dirigida per Franco Rossi (1968) i com a productor executiu
- Atti degli apostoli, dirigida per Roberto Rossellini (1969) i com a productor executiu
- Eneide, dirigida per Franco Rossi (1971)
- Mosè, dirigida per Gianfranco De Bosio (1974)
- La commediante veneziana, dirigida per Salvatore Nocita (1979)
- Arabella, dirigida per Salvatore Nocita (1980)
- Le ali della colomba, dirigida per Gianluigi Calderone (1981)
- Progetti di allegria, dirigida per Vittorio De Sisti (1982)
- Benedetta & Company, dirigida per Alfredo Angeli (1983)
- Un delitto, dirigida per Salvatore Nocita (1984)
- Un bambino di nome Gesù, dirigida per Franco Rossi (1987)
- Sei delitti per padre Brown, dirigida per Vittorio De Sisti (1988)
- Un bambino in fuga, dirigida per Mario Caiano (1989)
- Il colore della vittoria, dirigida per Vittorio De Sisti (1990)
- Charlemagne, le prince a cheval dirigida per Clive Donner (1993)
- A rischio d'amore, dirigida per Vittorio Nevano (1994) projecta da el 1996